# 佐藤壽也
佐藤壽也，是日本漫畫家滿田拓也的作品《棒球大聯盟》當中所登場的一名角色，是該作品的第二男主角。

## 簡介
1987年9月9日生，AB型，右投右打，吾郎的最好朋友，幼時被吾郎邀請玩投接球，繼而愛上棒球，被吾郎稱為「小壽」(とし)，稱呼吾郎為「吾郎君」。吾郎爸爸死後與吾郎分別，在分別時與吾郎定下不會放棄棒球的約定。同時亦為吾郎一生的宿敵，擁有強肩強打的天才捕手，性格冷靜沉着、頭腦清晰，待人親切和善。曾在橫濱少棒、友之浦中學、海堂高中、東京勇士隊擔任捕手（三船東中與友之浦中對戰最後一局時曾擔任投手）。後與吾郎搭檔拿下大聯盟世界大賽冠軍。從職棒退役後應吾郎之請擔任其子大吾的教練，之後又擔任大吾所屬之風林中學棒球隊教練。
學生時代學業成績優異，還曾為吾郎指導功課。

## 資訊
投打：右投右打
- 背號：
  - 12(橫濱少棒四、五年級時)
  - 2(橫濱少棒六年級時、友之浦中、海堂高中、新生代球員選拔)
  - 13(東京巨人隊，動畫版為東京勇士隊)
  - 24(世界盃日本代表)※由於是臨時徵召，正常應為23號
  - 14(印地安那黃蜂隊)
  - 無背號(海堂高中二軍)

投捕組合：
- 茂野吾郎(幼兒園時期、夢島時、海堂高中二軍、世界盃日本代表、印第安那黃蜂隊)
- 川瀨涼子(横濱少棒)
- 成瀨(友之浦中)
- 眉村健(海堂一軍、世界盃日本代表)
- 阿久津(海堂一軍)
- 市原(海堂一軍)
- 岩井(東京勇士隊)、上平(東京勇士隊紅白戰時）

## 家族
原本的父母親因經商失敗，在其小學六年級時把他拋棄，改由祖父母扶養。後結婚，有一子，名為佐藤光，現已離婚。

## 其他
2019年選秀加入日本職棒千葉羅德海洋隊的選手佐藤都志也，其姓名唸法與佐藤壽也(さとう としや)相同，且均為捕手，差別在於佐藤都志也是左打。